# 特羅河魮
特羅河魮（学名：Barbus treurensis）為輻鰭魚綱鯉形目鯉科的其中一個種。被IUCN列為瀕危保育類動物，分布於非洲南非德蘭士瓦林波波河流域，體長可達108公分，棲息在礫石底質、水質清澈的高山溪流，屬肉食性，以水生昆蟲為食，繁殖期在初夏。

## 扩展阅读
維基物種上的相關：特羅河魮